# Шарпатов, Владимир Ильич
Влади́мир Ильи́ч Шарпа́тов (род. 21 марта 1940, Красногорский, Марийская АССР, РСФСР, СССР) — советский и российский лётчик гражданской авиации, подполковник в отставке, Герой Российской Федерации (1996).
Известен как командир самолёта Ил-76, принудительно посаженного на аэродром вблизи города Кандагар в Афганистане. Спустя год, в августе 1996 года экипаж самолёта совершил побег из плена.

## Биография
Владимир Ильич Шарпатов родился 21 марта 1940 года в посёлке Красногорский Звениговского района Марийской АССР в семье шофёра Шарпатова Ильи Николаевича (1907-1982), участника Великой Отечественной войны (1941-1945). После школы поступал в лётное училище, но не прошёл. Работал столяром, шофёром, поступил в Казанский авиационный институт на дневное отделение. Занимался в аэроклубе, стал планеристом. После окончания третьего курса института поступил в Краснокутское лётное училище гражданской авиации.
В 1965 году окончил училище и по распределению был направлен в Тюмень, где работал много лет, в том числе и на международных маршрутах.

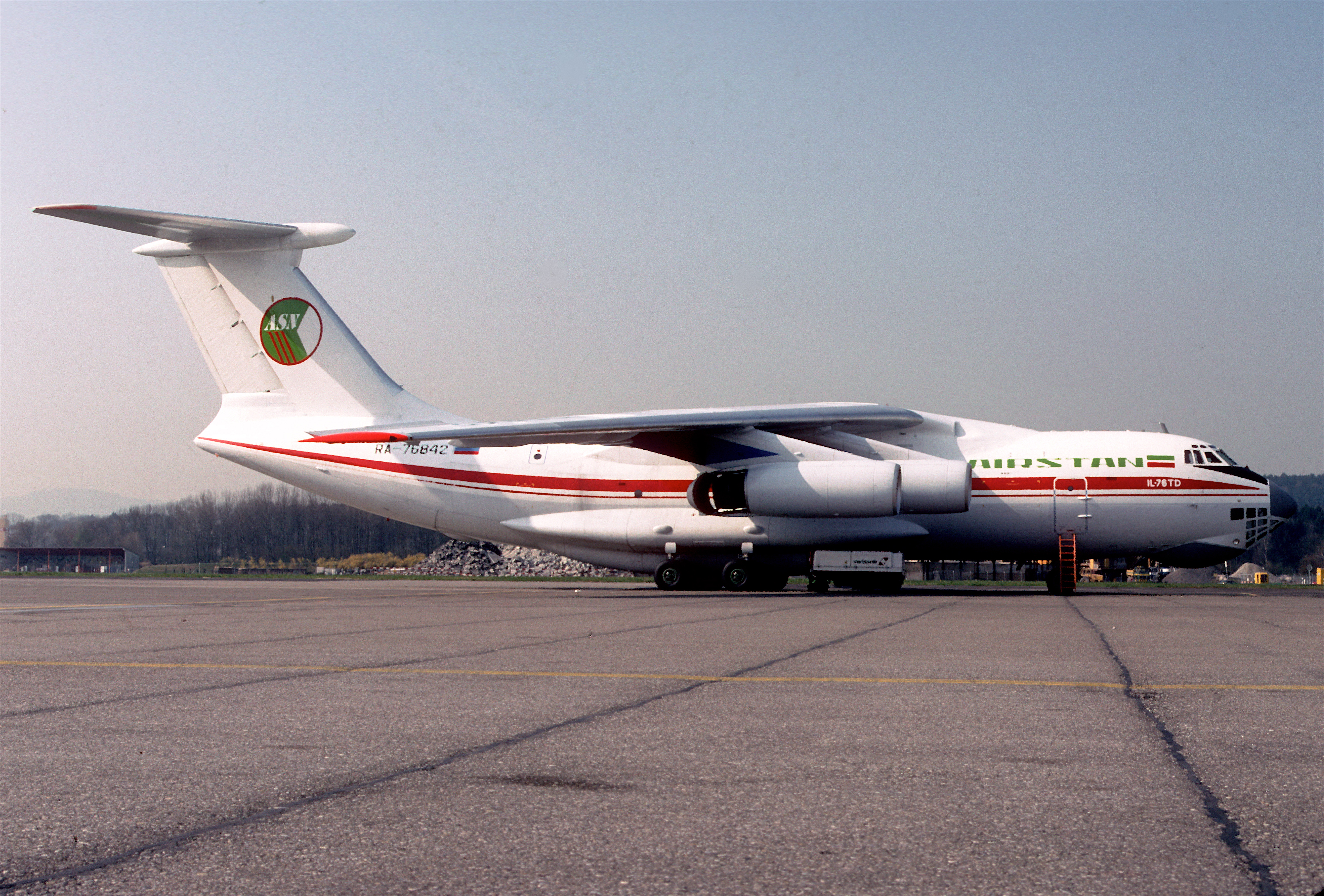
Захваченный Ил-76ТД борт RA-76842

В 1971 году поступил в ленинградскую Ордена Ленина Академию гражданской авиации. В 1976 году окончил её по специальности инженер-пилот.
3 августа 1995 года самолёт Ил-76, принадлежащий компании «Аэростан» (Казань), был принудительно посажен на аэродром вблизи города Кандагар в Афганистане. Командиром воздушного судна был Владимир Шарпатов. Экипаж самолёта попал в плен. Спустя год и 13 дней, 16 августа 1996 года экипаж самолёта смог совершить побег из плена.
Звание Героя России присвоено указом президента России № 1225 от 22 августа 1996 года. Звезду Героя России В.И. Шарпатову вручил в Кремле премьер-министр В.С. Черномырдин.
После возвращения из плена В.И. Шарпатов некоторое время продолжал работать в компании «Аэростан», но 1 декабря 1998 года в возрасте 58 лет был уволен «по сокращению штатов». Безуспешно пробовал добиться восстановления на работе, даже через суд.
Уехал в город Тюмень, где по распоряжению губернатора Тюменской области В.И. Шарпатову выделили большую квартиру в центре города. Лётчик вновь сел за штурвал Ил-76 авиакомпании «Тюменьавиа». В частности, летал в Турцию, ОАЭ. В возрасте 62-х лет ушёл с лётной работы.
По состоянию на 2025 год, В.И. Шарпатов — один из двух Героев России, живущих на территории Тюменской области (второй - Рустам Галиевич Сайфуллин).
21 марта 2010 года президент России Дмитрий Медведев поздравил Владимира Ильича Шарпатова с 70-летием:

«Связав свою судьбу с авиацией, Вы стали лётчиком высокого класса, завоевали авторитет и уважение коллег.
Мужественный человек, находясь в экстремальных условиях и вдали от Родины, Вы проявили огромную выдержку, храбрость и истинный профессионализм, по праву заслужили звание Героя России»
— Дмитрий Медведев
В декабре 2014 года Владимир Шарпатов смог встретиться с тем самым Ил-76, на котором в 1996 году он совершил свой знаменитый побег из Кандагара.
26 февраля 2015 года имя Владимира Шарпатова присвоено самолёту Airbus A320 Авиакомпании «Ямал» (бортовой номер VP-BHX).
В настоящее время — на пенсии. Ведёт активную политическую жизнь. Член Совета регионального отделения партии «Справедливая Россия» в Тюменской области.

## Политическая карьера
Депутат Тюменской областной Думы V созыва, член комитета Тюменской областной Думы по социальной политике, член партии Справедливая Россия.
На выборах в Государственную думу Федерального Собрания РФ VII созыва (2016 год) баллотировался по 186 Заводоуковскому одномандатному избирательному округу, Тюменская область, занял второе место с 13,6 % голосов.
Выдвинулся в депутаты ГД от СР в 2021 году.

## Награды
Награды СССР и Российской Федерации:
- звание «Герой Российской Федерации» — за героизм, мужество и стойкость, проявленные при освобождении из вынужденного пребывания на территории Афганистана (Указ президента РФ № 1225 от 22 августа 1996 года, медаль № 334);
- медаль «За доблестный труд. В ознаменование 100-летия со дня рождения Владимира Ильича Ленина» (СССР, 1970);
- юбилейная медаль «100 лет гражданской авиации России» (2023)
- медаль «Патриот России» (Росвоенцентр при Правительстве РФ);
- медаль «В память 25-летия окончания боевых действий в Афганистане» (Минобороны России);
- медаль «За укрепление государственной системы защиты информации» I степени (ФСТЭК России);
- медаль «200 лет МВД России» (МВД России);
- нагрудный знак «Участнику ликвидации последствий ЧС» (МЧС России);
- нагрудный знак «Воину-интернационалисту»;
- ведомственные знаки Минтранса России: «За безаварийный налёт часов» I степени и «Отличник воздушного транспорта»;
- многие общественные награды и медали КПРФ.

Иностранные награды:
- медаль «Воину-интернационалисту от благодарного афганского народа» (Афганистан);
- медаль «60 лет освобождения Республики Беларусь от немецко-фашистских захватчиков» (Белоруссия).

Звания:
- почётное звание «Почётный гражданин посёлка Красногорский Звениговского района Республики Марий Эл»;
- воинское звание: подполковник (Приказ министра обороны РФ № 150 от 13 марта 2015 года)[11].

Другие почести:
- имя Героя России Шарпатова В.И. присвоено Красногорской средней школе № 1 в Республике Марий Эл, где учился герой[12].

## В искусстве
В российском фильме 2010 года «Кандагар» в роли Шарпатова снялся Александр Балуев (в фильме фамилия командира корабля — Карпатов, а отчество — Иванович). 4 мая 2010 года и 15 ноября 2017 года Владимир Ильич Шарпатов выступил в Университете гражданской авиации, где на протяжении двух часов рассказывал о настоящих событиях и, в частности, заявил, что они имеют очень мало общего с сюжетом фильма.